# Hoppla (Zeitschrift)
Hoppla war eine Zeitschrift für Kinder zwischen drei und sechs Jahren. Sie wurde zwischen 1989 und 2011 von dem zur französischen Bayard-Gruppe gehörenden Sailer-Verlag in Nürnberg herausgegeben.

## Überblick
Hoppla erschien in Deutschland monatlich von 1989 bis Oktober 2011. Die Zeitschrift gab es nur im Abonnement, sie wurde nicht im Zeitschriftenhandel verkauft. Sie galt als „pädagogisch wertvoll“ und wurde von der Stiftung Lesen empfohlen. Hoppla wollte das Verstehen, die Fantasie und die Kreativität von Kindern fördern sowie die Sprachentwicklung anregen. Ihr Erscheinen wurde mit der Oktoberausgabe 2011 eingestellt. Als Nachfolger gibt der Verlag die Zeitschrift Olli und Molli Kindergarten heraus.

## Inhalte
- Vorlese-Geschichten mit Bildern
- Wissensseiten (ZickZack erklärt naturwissenschaftliche Phänomene wie „Woher kommen die Steine?“)
- Wimmelbild
- Philosophieseite („Was heißt das denn, groß sein?,“ „Muss denn immer einer der Chef sein?)“
- Yoga für Kinder (sollte Kindern helfen, Körper- und Selbstbewusstsein zu entwickeln)
- Bastel- und Malseiten (sollten die Motorik der Kinder fördern und die Kreativität wecken)
- Spiele-Seiten